# Akademisches Gymnasium Innsbruck
 (avril 2023).
Si vous disposez d'ouvrages ou d'articles de référence ou si vous connaissez des sites web de qualité traitant du thème abordé ici, merci de compléter l'article en donnant les références utiles à sa vérifiabilité et en les liant à la section « Notes et références ».
Pour les articles homonymes, voir AGI.
Le Akademisches Gymnasium Innsbruck (AGI) est un lycée jésuite fondé en 1562 par saint Pierre Canisius dans la ville autrichienne d'Innsbruck. C'est le plus ancien Gymnasium de l'ouest de l'Autriche et un des plus anciens du monde germanophone.

## Histoire

### XVIesiècle-XVIIesiècle
L'empereur Maximilien Ier est à l'initiative de la fondation d'une école à Innsbruck, permettant à tous l'accès à une éducation supérieure. Néanmoins, ce ne fut que cinquante ans plus tard, dans le contexte de la Contre-Réforme, que l'empereur Ferdinand Ier chargea le jésuite Pierre Canisius de fonder un collège. Celui-ci fut ouvert le 25 juin 1562 avec 71 élèves.
Jusqu’en 1575, les cours eurent lieu dans le « nouveau monastère » (Neues Stift) et ensuite à la résidence du collège des jésuites. En 1606 finalement, un nouveau bâtiment fut construit, permettant à l’école d’avoir des salles adéquates pour accueillir le nombre croissant d’élèves. Néanmoins, les travaux au collège et église ne furent terminés qu'en 1640.
Pendant les épidémies de peste de 1611 et 1634 l'école fut fermée, mais suivant les ordres de l'archiduc l'école ne fut pas transformée en hôpital. 
Au début des années 1660, l'école accueillait 604 élèves, dont 17 écuyers et 38 comtes et barons. En 1669 finalement et par l’ordre de l'empereur Léopold Ier fut fondée l'université d'Innsbruck, issue ainsi de l’école jésuite et financée par la saline de Hall en Tyrol.

### XVIIIesiècle-XIXesiècle
À cause de tremblements de terre, le bâtiment ne put être utilisé entre 1721 et 1724, date de l'achèvement du nouveau bâtiment, conçu par Georg Anton Gumpp (ce bâtiment abrite aujourd'hui la faculté de théologie). Il comportait des salles de cours, une salle de théâtre, une salle de réunions, une chapelle, une salle pour la congrégation académique et une salle pour la congrégation mariale des élèves. C'est jusqu'en 1868 que l'école occupa cet immeuble. 
Pendant le XVIIIe siècle, le programme scolaire des écoles de l’empire habsbourgeois fut unifié et l’influence de l’État dans le domaine de l’éducation augmenta en conséquence. La première liste de livres à utiliser dans les écoles des États des Habsbourg fut publiée en 1770.
À la suite de la suppression de l’Ordre jésuite par Clément XIV (1773), seulement 300 élèves environ fréquentèrent l’école. Comme le remplacement des enseignants jésuites n'était pas facile, ces derniers restèrent en place jusqu'à la fin du siècle. Ils furent remplacés principalement par l'ordre des servîtes. 
Au début du XIXe siècle, après la défaite de l’Autriche face aux armées napoléoniennes, le Tyrol fut donné au royaume de Bavière. C’est la raison pour laquelle, le programme scolaire bavarois remplaça celui de l’Autriche entre 1806 et 1814. Cela signifiait par exemple, le remplacement de l'échelle de notes sur 5 par celle sur 6. 
Après le retour à l’empire d'Autriche et la restauration de l’Ordre des jésuites par Pie VII (1814), les jésuites revinrent de 1839 à 1848, année de l’abandon du siège régional de l’Ordre.
La « Gymnasialreform » de 1849 créa non seulement le premier ministère de l’éducation de l’empire habsbourgeois (« Ministerium für Cultus und Unterricht »), mais forma aussi les bases organisationnelles du système éducatif qui est toujours en vigueur dans l’Autriche de nos jours.
Après quatre ans d’école primaire (« Volksschule » ; classes 1-4), les élèves poursuivant leur éducation dans un « Gymnasium » entrent au collège (« Unterstufe » ; classes 1-4) et entrent, après quatre ans, au lycée (« Oberstufe ; classes 5-8), où ils restent pendant quatre ans.
Le curriculum vise à donner une formation généraliste en langues, histoire, mathématiques, sciences naturelles et philosophie, comprenant le latin et le grec ancien.
Après huit ans, généralement à l’âge de 18 ans, l’examen final passé (« Matura/Reifeprüfung », équivalent du baccalauréat), fut, et est toujours, la condition préalable pour accéder à l’éducation supérieure.
À l’époque, les matières obligatoires comprenaient: religion, latin, grec, langue maternelle, géographie, histoire, mathématiques, histoire naturelle, physique et philosophie. Les matières facultatives étaient : autres langues de l’empire, langues étrangères, calligraphie, sténographie, arts, musique et gymnastique.

### XXesiècle-XXIesiècle
Au début du XXe siècle, on construisit le bâtiment qui abrite l'école aujourd'hui, à proximité de son siège historique et près du musée régional (Landesmuseum Ferdinandeum), de l'église jésuite et de la faculté de théologie catholique. 
Après l'Anschluss de 1938, le programme scolaire allemand fut introduit pour les élèves de la 1re à la 6e classe, tandis que le programme autrichien fut maintenu pour les élèves de la 7e et 8e classes (=première et terminale). 
À cause de la politique du Troisième Reich, plusieurs professeurs et élèves durent quitter l’école pour des raisons politiques ou raciales. Entre autres, le directeur Manfred Mumelter fut déporté au Camp de concentration de Dachau.
Pendant la Seconde Guerre mondiale et à cause des bombardements de la ville, l’école fut transférée à Steinach am Brenner en février 1944 et par la suite à Zürs am Arlberg en avril de la même année. Les cours reprirent à Innsbruck seulement en octobre 1945.
À cause de l’augmentation de l’effectif d’élèves et du manque constant d’espace, une nouvelle école fut construite et le corps d’étudiants et d’élèves fut divisé entre les deux instituts en 1965. Avant, les deux écoles, séparées administrativement, alternaient l'une avec l'autre, occupant les mêmes locaux le matin ou l'après-midi respectivement.
Avec l’introduction de la mixité dans les écoles publiques autrichiennes, des filles purent entrer au Akademisches Gymnasium pour la première fois en 1975.
En 1980, la petite ruelle menant au lycée fut nommée Prof.-Franz-Mair-Gasse, en hommage à un ancien élève, professeur et membre de la résistance qui fut fusillé devant le Landhaus à Innsbruck le 3 mai 1945. Néanmoins, l'école garde son ancienne adresse postale de Angerzellgasse 14.
Pendant les années scolaires 2005-2006 et 2006-2007, le bâtiment fut rénové et béni le 21 décembre 2007 par l'évêque d'Innsbruck, Mgr Manfred Scheuer.

## Activités

### École et démocratie

#### Model European Parliament
Les élèves du AGI peuvent participer aux sessions nationales et internationales du MEP. La langue de travail de cette simulation parlementaire du Parlement européen est l'anglais. 

#### Parlement des élèves(SchülerInnen Parlement)
Le 23 septembre 2004 se réunit le premier Parlement des élèves, l'assemblée des élèves de la Oberstufe (15-18 ans), pour promouvoir la compréhension pour la démocratie et pour faciliter une participation accrue des élèves à la vie scolaire.

#### Parlement de Jeunes de la Convention Alpine(Youth Parliament of the Alpine Convention)
Avec le Secrétariat Permanent de la Convention alpine le AGI organise une simulation parlementaire d'élèves des pays alpins depuis 2006. La conférence a lieu dans une autre ville alpine chaque année et réunit des élèves de tous les pays membres de la convention.

#### Plateforme pour l’éducation politique (Plattform für Politische Bildung)
Cette initiative d’élèves vise à informer les jeunes sur la politique on organisant des discussions et des rencontres avec des hommes politiques et des chercheurs, notamment avant des élections régionales ou nationales.

### Sport
Les équipes féminines et masculines de volleyball connaissent un certain succès au niveau régional et national.

### Sparkling Science
Avec l’Université d'Innsbruck, cette initiative offre aux élèves la possibilité de participer à des projets de recherche au niveau de l’éducation supérieure. Un des derniers projets traita le sujet de « Computer Simulations and Simulation Experiments – Essentials, Solutions and the Origin of Life ».

## Anciens élèves
| Nom                      | Profession                                                                  | Diplôme |
| ------------------------ | --------------------------------------------------------------------------- | ------- |
| Philippe von Wörndle     | Avocat et combattant pour la liberté pendant les guerres napoléoniennes     | 1773    |
| Vinzenz Gasser           | Prince-évêque de Brixen                                                     | 1827    |
| Adolf Pichler            | Écrivain, chercheur, naturaliste                                            | 1837    |
| Franz Senn               | Fondateur du club alpin allemand (Alpenverein)                              | 1849    |
| Otto Stolz               | Mathématicien                                                               | 1860    |
| Reinhold Stecher         | Ancien évêque de la diocèse d'Innsbruck                                     | 1939    |
| Josef Rampold            | Ancien éditeur en chef du quotidien sudtyrolien Dolomiten                   | 1943    |
| Bruno Buchberger         | Mathématicien                                                               | 1951    |
| Andreas Khol             | Ancien président du Conseil National (Nationalrat)                          | 1959    |
| Alexander Van der Bellen | 9e président fédéral d'Autriche                                             | 1962    |
| Herbert Lochs            | Recteur de l'Université de médecine d'Innsbruck                             | 1964    |
| Anna Gamper              | Première femme professeur à la faculté de droit de l'Université d'Innsbruck | 1993    |

## Sources
- Bundesgymnasium und 1. Bundesrealgymnasium in Innsbruck, Festschrift zum 400-jährigen Jubiläum des Gymnasiums Innsbruck, 1962
- Litterae annuae et rapports annuels